# Vyšneve
Vyšneve (in ucraino Вишневе?) è una città dell'Ucraina (42 983 abitanti) situata nel distretto di Buča, nell'oblast' di Kiev. Ospita l'amministrazione della comunità territoriale di Vyšneve una delle comunità territoriali dell'Ucraina.
Fino al 18 luglio 2020 Vyšneve faceva parte del Distretto di Kiev-Svjatošyn, abolito come parte della riforma amministrativa dell'Ucraina, che ha ridotto a sette il numero dei distretti dell'oblast' di Kiev. L'area del distretto di Kiev-Svjatošyn è stata suddivisa fra il distretto di Buča, il distretto di Fastiv e il distretto di Obuchiv e Vyšneve è stata trasferita al distretto di Buča.